# Rio Cucureasa (Teşna)
O Rio Cucureasa é um rio da Romênia, afluente do Teşna, localizado no distrito de Suceava.